# Нагорный, Алексей Петрович
Алексей Петрович Нагорный (24 января 1922 — 24 января 1984) — советский писатель и сценарист, лауреат Государственной премии СССР.

## Биография
После второго замужества матери носил, до 1949 года, фамилию отчима — Шишканов.
Окончил Чкаловское авиационное летное училище им. Ворошилова (1940). Участник Великой Отечественной войны (Западный, Ленинградский, Волховский, Степной, 2-й Украинский и Прибалтийский фронты). Летал на истребителе И-16, штурмовике Ил-2 и ночном бомбардировщике У-2. Награждён орденом Красного Знамени.
С 1945 работал в Совинформбюро, на радио (под фамилией Нагорный).
Окончил Военный институт иностранных языков (1949) и Военно-воздушную академию (1952). До 1957 года служил на различных офицерских должностях в ВС СССР, в том числе за границей.

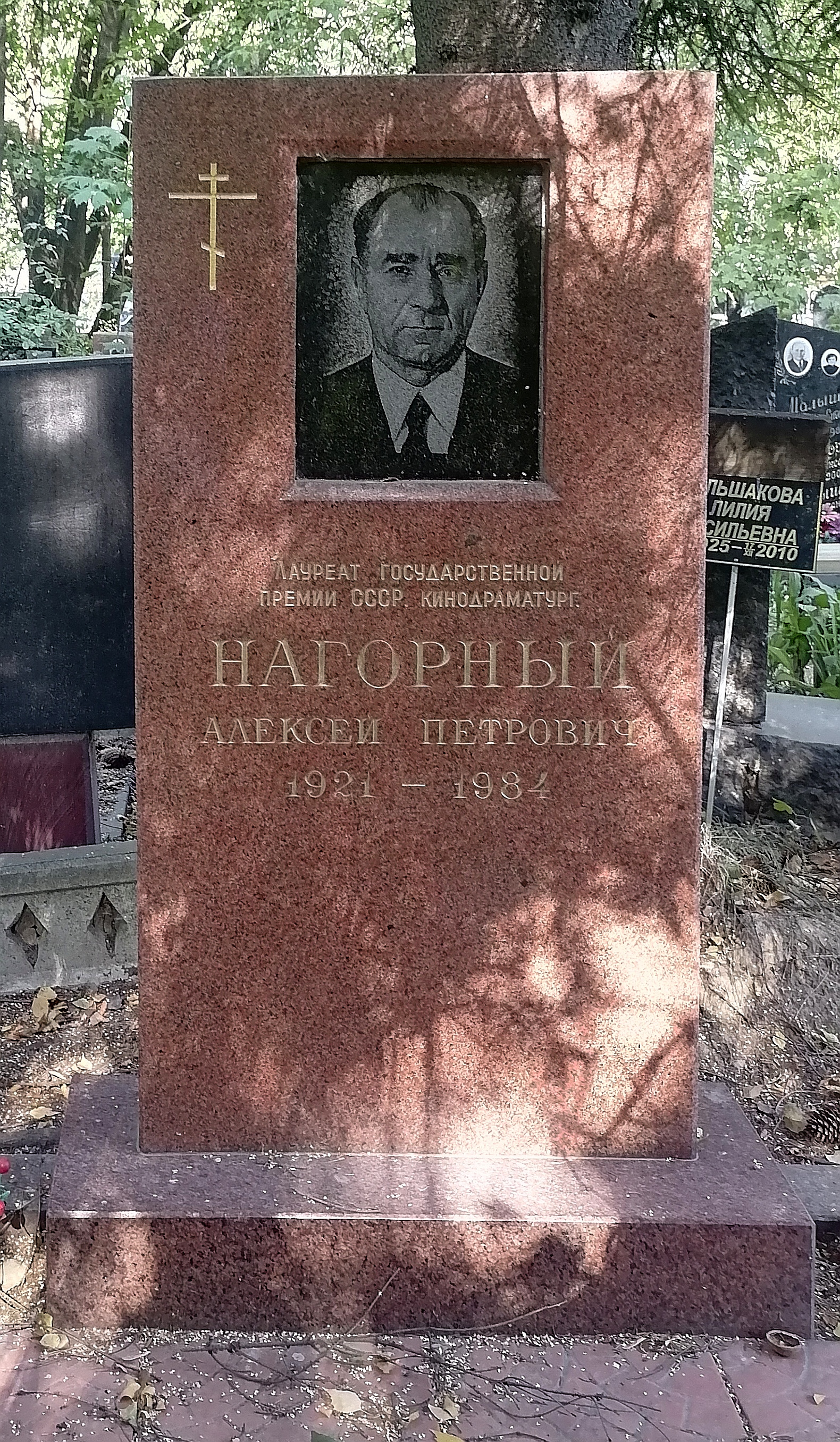
Могила на Кунцевском кладбище

Похоронен на Кунцевском кладбище (10 уч.).

## Творчество
С начала 1960-х годов профессиональный литератор под фамилией Нагорный (псевдоним — Р. Гребенской). Прозаик, сценарист. Снимался в фильмах «Таинственный монах» (1967) и «Кража» (1970).
Автор и соавтор сценариев фильмов:
- 1961 — Алые паруса
- 1964 — Казнены на рассвете…
- 1967 — Таинственный монах
- 1970 — Один из нас
- 1970 — Кража
- 1972 — Тайник у Красных камней («Застава, в ружьё!»)
- 1976 — Фаворит
- 1974—1977 — Рождённая революцией (10 серий)
- 1979 — Эмиссар заграничного центра[3] (под псевдонимом Р. Гребенской)
- 1980—1984 — Государственная граница (4 фильма).

Автор очерков, рассказов. Сын — А. А. Нагорный.

## Награды и премии
Государственная премия СССР за фильм «Рождённая революцией» (1978).